# 矢崎和広
矢崎 和広（やざき かずひろ、1947年（昭和22年）1月25日 - 2019年（平成31年）4月5日）は、日本の政治家。長野県茅野市長。

## 来歴
長野県諏訪郡ちの町（現茅野市）生まれ。長野県諏訪清陵高等学校を経て、早稲田大学政治経済学部卒業。大学卒業後、ソニーに入社。8年勤務した後、家業の諏訪貨物自動車に入社し、その後社長になった。また、茅野青年会議所理事長や茅野駅前再開発推進協議会副会長にもなった。

### 1991年茅野市長選挙
1991年（平成3年）の茅野市長選挙に立候補し、世代交代を訴えたが、自民党・社会党推薦の現職原田文也に敗れた。
※当日有権者数：36,230人 最終投票率：89.51%（前回比：-pts）
| 候補者名 | 年齢 | 所属党派 | 新旧別 | 得票数   | 得票率 | 推薦・支持                 |
| -------- | ---- | -------- | ------ | -------- | ------ | -------------------------- |
| 原田文也 | 75   | 無所属   | 現     | 17,849票 | 55.5%  | 自由民主党・日本社会党推薦 |
| 矢崎和広 | 44   | 無所属   | 新     | 14,292票 | 44.5%  | -                          |

### 1995年茅野市長選挙
前回の落選直後から組織作りを行い、大量得票で初当選を果たした。
※当日有権者数：38,878人 最終投票率：82.37%（前回比：-7.14pts）
| 候補者名 | 年齢 | 所属党派 | 新旧別 | 得票数   | 得票率 | 推薦・支持 |
| -------- | ---- | -------- | ------ | -------- | ------ | ---------- |
| 矢崎和広 | 48   | 無所属   | 新     | 26,378票 | 84.3%  | -          |
| 池上三男 | 68   | 無所属   | 新     | 4,921票  | 15.7%  | -          |

2003年（平成15年）の市長選は無投票で3選を果たした。2007年（平成19年）の市長選挙には立候補せず、4月29日に退任した。
在任中は東京理科大学諏訪短期大学（現公立諏訪東京理科大学）の四年制大学化、JR茅野駅東口の整備、茅野市民館の建設などを実現した。退任後は長野県教育委員長を務めた。